# Santos Jaimes Serkovic
Santos Juan Jaimes Serkovic (Llata, Huánuco, 25 de julio de 1944) es un ingeniero zootecnista, empresario y político peruano. Fue congresista de la república por la región Huánuco durante el periodo 2001-2006.

## Biografía
Nació el 25 de julio de 1944 en Llata, ciudad ubicada en la provincia de Huamalíes del departamento de Huánuco en Perú. Emigró a la ciudad de Lima y realizó sus estudios primarios y secundarios en el Colegio Militar Leoncio Prado del Callao. Luego, ingresó a la Universidad Nacional Agraria La Molina donde estudió la carrera de Ingeniería zootecnista y finalmente graduándose como ingeniero. Posteriormente, realizó una maestría en la Universidad del Pacífico y en la Universidad ESAN.
Fue también catedrático en la Universidad Técnica Luis Vargas Torres en Ecuador y es empresario en el campo de las Exportaciones de Productos Naturales, productos agrícolas no tradicionales y plantas medicinales.

## Carrera política

### Congresista por Huánuco
Santos Jaimes se inicia en el ámbito político cuando se inscribe como candidato al Congreso de la República en las elecciones parlamentarias del año 2001 por el partido Perú Posible representando a su natal Huánuco. Finalmente, Jaimes fue elegido como congresista de la república para el periodo parlamentario 2001-2006.
Durante su gestión, presidió la Subcomisión Especial que investigaba los crímenes cometido durante el gobierno de Alberto Fujimori. En 2005, Jaimes renunció a la bancada de Perú Posible tras su desacuerdo con la norma que equiparaba el arresto domiciliario con la pena efectiva. 
Participa en política desde cuando tenía 15 años, enfrentándose a la dictadura de Manuel Odría como miembro de la JAP (Juventud Aprista Peruana).  En 1960 participa en las labores pro creación de una Universidad en Huánuco. Junto a Carlos Showing Ferrari y Javier Pulgar Vidal, fundan La Filial de la Universidad Nacional del Centro en Huánuco. Que hoy es la Universidad Nacional Hermilio Valdizán. En 1965 es becado a la Escuela de la Democracia en Costa Rica. En la Universidad Agraria es vicepresidente de la Federación Universitaria de la Universidad Agraria (FEUA). En 1967 funda con un grupo de estudiantes, el Dr. Carlos Gutiérrez Campos y el Dr. Carlos Showing Ferrari, el Club Departamental Huánuco en Lima.  Es Catedrático en la Universidad Luis Vargas Torres en Ecuador. Santos Jaimes continúa en el ámbito político cuando se inscribe como candidato al Congreso de la República en las elecciones parlamentarias del año 2001 por el partido Perú Posible representando a su natal Huánuco. Finalmente, Jaimes fue elegido como congresista de la república para el periodo parlamentario 2001-2006.[2]
Durante su gestión, presidió la Subcomisión Especial que investigaba los crímenes cometidos durante el gobierno de Alberto Fujimori.  Y trabaja la eliminación de la Cédula Única y la modificación  Constitucional de la Ley 20530. En 2005, Jaimes renunció a la bancada de Perú Posible tras su desacuerdo con la norma que equiparaba el arresto domiciliario con la pena efectiva y por denuncias de corrupción en el gobierno de Toledo.